# 雙橫臂懸架

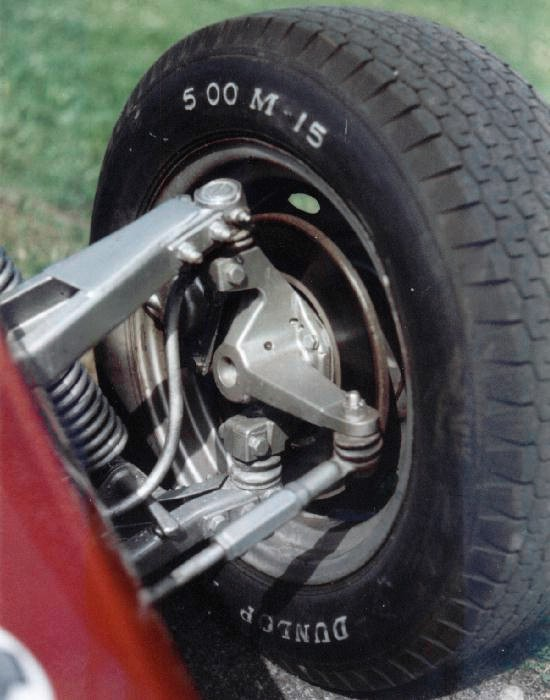
紳寶Quantum左邊的雙A臂懸吊系統

雙橫臂懸架又稱雙A臂懸吊系統（英語：double-wishbone suspension）是一種使用兩兩平行上短下長的三角形控制臂（上下等長會造成輪胎上下擺動時過度左右移動，而引起嚴重損耗）的獨立式懸吊設計。每枝A臂（A-arm）有兩個可動關節連接於底盤上，還有一個連接在轉向座（Knuckle，台灣俗稱為「羊角」，外國則稱為鳥類的胸骨）上，並裝置了避震器和彈簧來控制垂直方向的運動程度。雙A臂設計讓工程師得以仔細的控制輪胎在車輛運轉時的運動狀態，可控制的參數包括外傾角（Camber angle）、後傾角（Caster angle）、擦刮半徑（Scrub radius）、束角（Toe angle）及滾動中心（Roll center）的高度等等，在舒適性和運動化的高階車款所投入使用。此外，A臂也常被用於其他的懸吊系統如麥弗遜懸吊（MacPherson strut）懸吊系統等等。

## 优点及缺点

### 优点
雙A臂懸吊是一种非常注重运动性能的悬吊系统，由于其可调参数多，能够使轮胎在运动时自主改变外倾角并缩小轮距的变化从而自适应路面以减少轮胎的磨损，同时增加轮胎的接地面积以提高抓地力。此外，这种悬吊系统横向刚度强，抗侧倾性能优异，路感也十分清晰。

### 缺点
雙A臂懸吊比麥弗遜懸吊从结构上要复杂得多，对前桥的空间也有很大的要求，零件太多比較侵入內部空間，對於小型車空間有限的狀態來說，這樣的複雜懸吊不是理想的結構，制造成本也相对较贵，并且悬吊系统的定位参数设计相当复杂。